# 国道413号

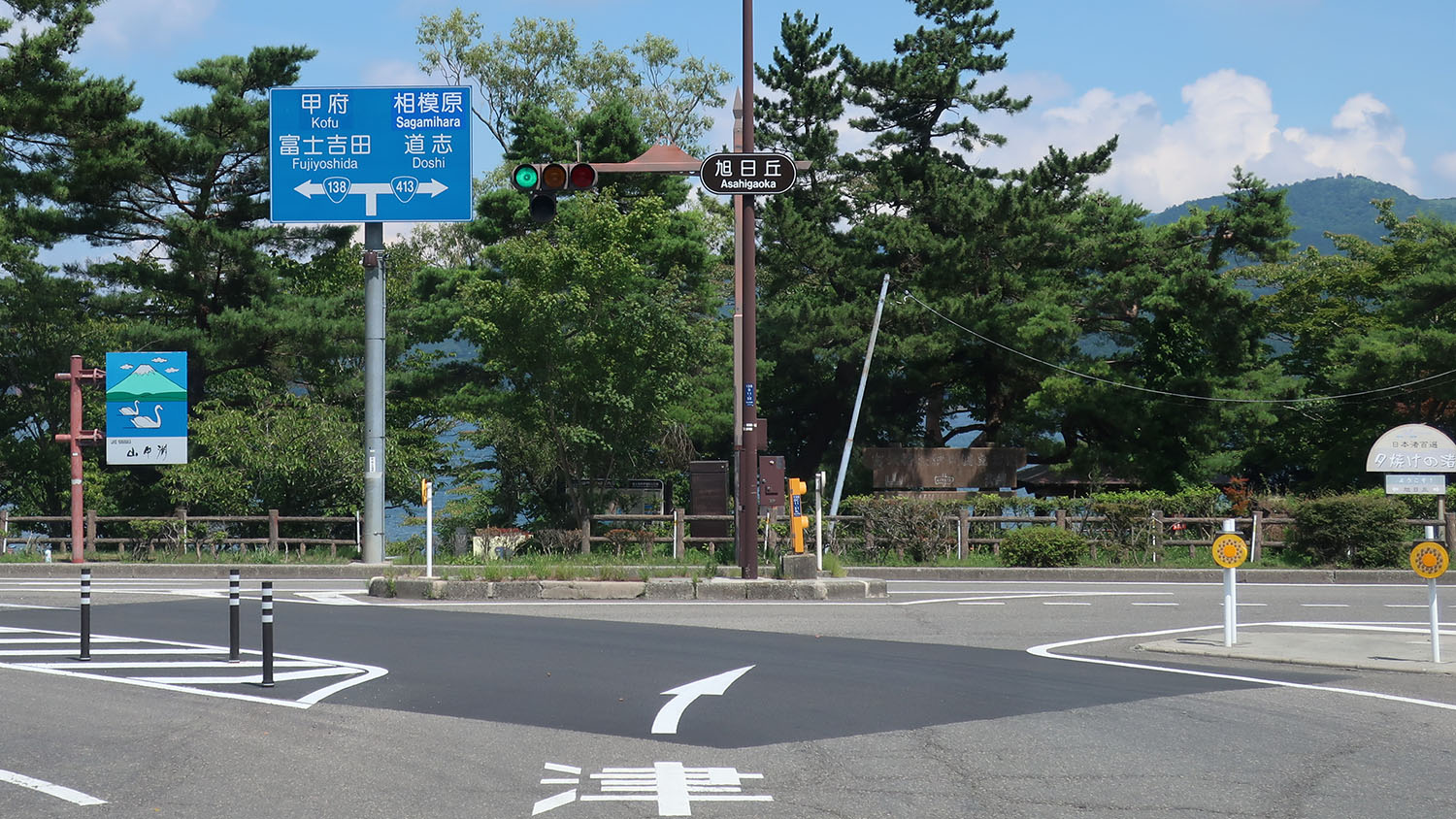
国道138号（重複区間）からの分岐
山梨県南都留郡山中湖村 旭日丘交差点

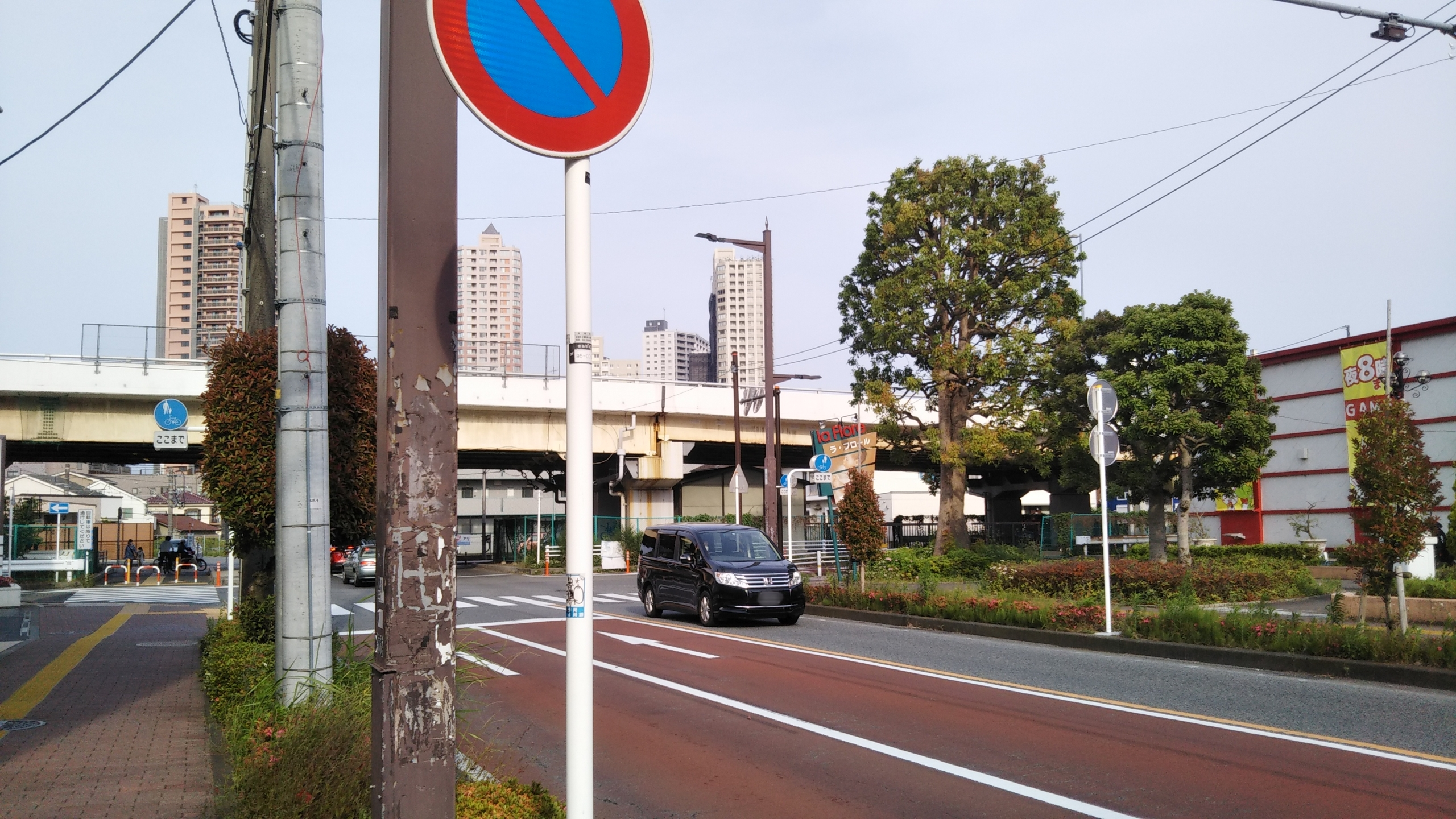
国道413号 終点
神奈川県相模原市緑区西橋本5丁目

国道413号（こくどう413ごう）は、山梨県富士吉田市から神奈川県相模原市緑区に至る一般国道である。

## 解説
起点の富士吉田市から南都留郡山中湖村の旭日丘交差点まで国道138号との重複となり、その後東に進み、山中湖村と道志村の境界に存在する山伏峠を越え、終点の相模原市緑区に至る。

### 路線データ
一般国道の路線を指定する政令に基づく起終点および重要な経過地は次のとおり。
- 起点：富士吉田市（上宿交差点 = 国道137号・国道138号・国道300号起点、国道139号交点）
- 終点：相模原市（緑区、西橋本5丁目1番 = 国道16号交点）
- 重要な経過地：山梨県南都留郡山中湖村、神奈川県津久井郡津久井町[注釈 2]、同郡城山町[注釈 3]
- 総延長 : 63.3 km（相模原市 30.6 km、山梨県 32.7 km）重用延長を含む。[2][注釈 4]
- 重用延長 : 0.9 km（相模原市 0.9 km）[2][注釈 4]
- 未供用延長 : なし[2][注釈 4]
- 実延長 : 62.4 km（相模原市 29.7 km、山梨県 32.7 km）[2][注釈 4]
  - 現道 : 57.5 km（相模原市 25.1 km、山梨県 32.4 km）[2][注釈 4]
  - 旧道 : 4.9 km（相模原市 4.5 km、山梨県 0.4 km）[2][注釈 4]
  - 新道 : なし[2][注釈 4]
- 指定区間：国道138号と重複する区間（山梨県富士吉田市・上宿交差点（起点） - 南都留郡山中湖村・旭日丘交差点）[3]

## 歴史
国道413号の指定は二段階に分別され、1982年（昭和57年）の新規指定時は、富士吉田市から神奈川県厚木市に至る路線として指定され、山梨県南都留郡山中湖村から神奈川県津久井郡津久井町までは県道津久井山中湖線を、同町から厚木市は国道412号とともに県道厚木津久井線をそれぞれ母体に、富士吉田市から南都留郡山中湖村までは国道138号との重用区間とされた。
その後、1993年（平成5年）の国道指定時に、津久井郡津久井町から厚木市までの区間は国道412号の単独区間とし、津久井郡津久井町から相模原市までの県道相模原津久井線を編入して現在の富士吉田市から相模原市に至る路線として指定された。
2020年東京オリンピックの自転車競技では、ロードレースのコースとして使用された。オリンピック後はコースをレガシー（遺産）として活用する取組み（オリンピックレガシーロード）が行われており、国道413号においては路面舗装や自転車ナビマークの表示、サイクルサポートステーションの設置などがされている。

### 年表
- 1982年（昭和57年）4月1日 - 一般国道413号（富士吉田市 - 厚木市）として指定施行[4]。
- 1993年（平成5年）4月1日 - 一般国道413号（富士吉田市 - 相模原市）として指定施行[8]。
- 2018年（平成30年）10月1日 - 平成30年台風第24号により、相模原市緑区青根地区の平丸トンネル付近で大規模な土砂崩れが発生。当該区間が通行止となる[10]。
- 2019年（平成31年）4月19日 - 土砂崩れで崩落した区間に仮橋を設置し、片側交互通行で暫定復旧[11][12]。
- 2019年（令和元年）
  - 10月1日 - 相模原市緑区青根地区の横山トンネルが供用開始[13]。
  - 10月12日 - 令和元年東日本台風（台風19号）の影響により、複数の斜面崩落などが発生したため、暫定開通していた区間を含む相模原市緑区青野原・青根地区の区間が通行止となる[14]。
- 2021年（令和3年）7月24日、7月25日 - 2020年東京オリンピックの自転車競技（ロードレース）が開催。競技中はコース区間の通行規制が行われた[15]。

## 路線状況

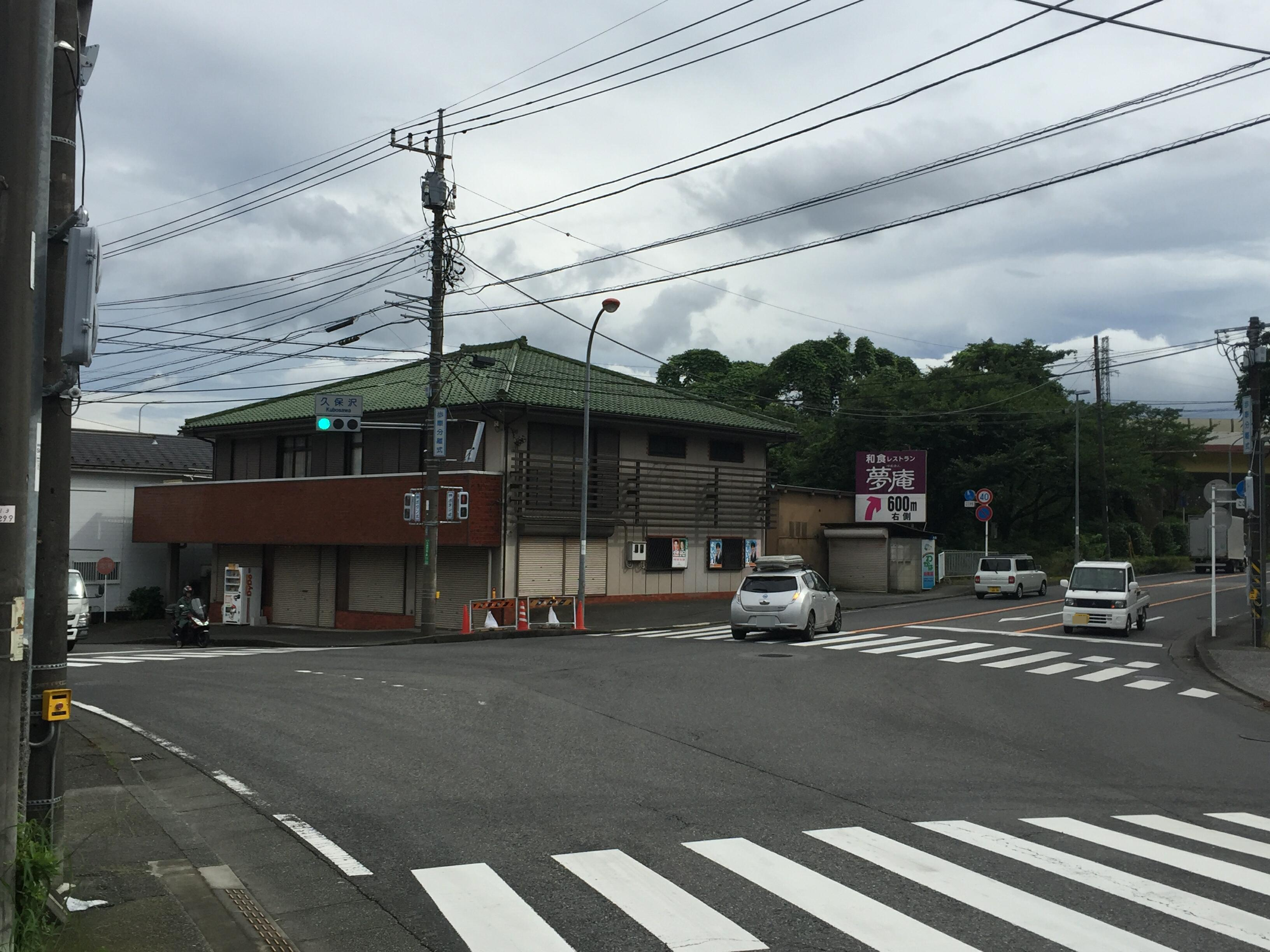
久保沢交差点（神奈川県相模原市緑区久保沢）
国道413号・津久井方面は右手方面

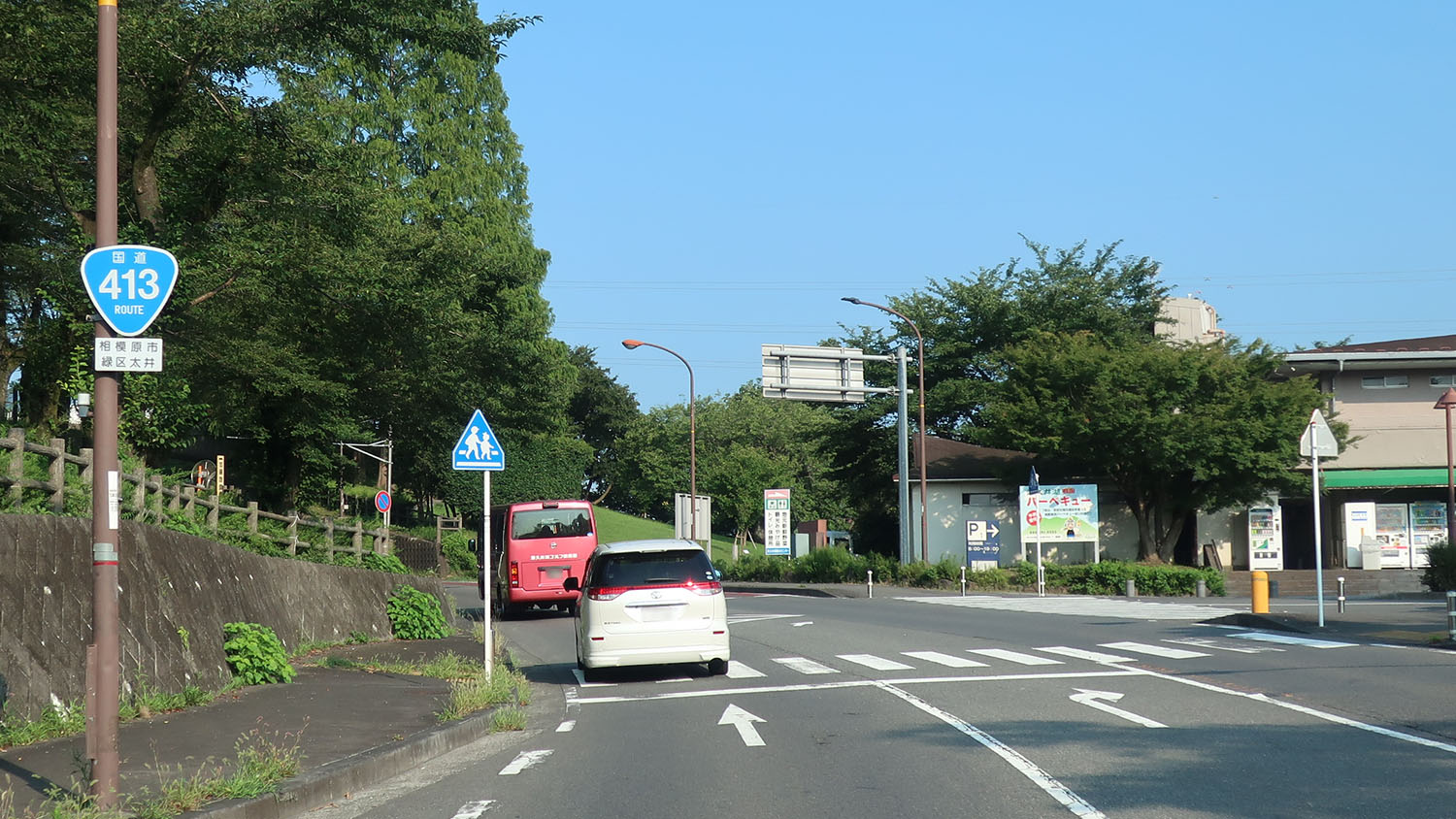
神奈川県相模原市緑区太井
2018年7月撮影

起点の上宿交差点から山中湖村内にかけては著しい渋滞が発生しているため、起点の上宿交差点から富士見公園前交差点までを4車線化することとなった。
平野交差点を過ぎて山中湖を離れ、沿道のペンションなどの並びが途切れると、徐々に山中に入り標高を上げ、最高点である山伏トンネルを抜けて道志村に入る。村内では小さな集落が点在し、温泉入浴施設やオートキャンプ場などもある。
県境の両国橋を過ぎると神奈川県相模原市緑区に入るが、しばらくは山間の道を走り一部はセンターラインのない区間も存在する。国道412号と重複する青山交差点から三ヶ木交差点の重複区間を過ぎると、途中城山ダムを経て次第に都市近郊のベッドタウンの中に入り、大型量販店や飲食店などがところどころ立ち並ぶようになり、交通量が多い区間に入る。橋本の市街地に入り、国道16号との交差点（橋本陸橋）で終点となる。

### バイパス
- 青根バイパス：相模原市緑区青根
- 橋津原バイパス：相模原市緑区青根（第二次相模原市新道路整備計画優先整備箇所、一部橋脚などの構造物はすでに設置済み）
- 青野原バイパス：相模原市緑区青野原
- 道志バイパス：山梨県南都留郡道志村野原大渡 - 月夜野（2013年から事業中、2029年度事業完了予定[16]）
  - 「東京～山梨・長野 交通強靱化プロジェクト」として、特に急峻で事故や災害による通行止が多発している山梨・神奈川県境の当該区間1,990 mを、トンネル2本（延長123 mおよび1,049 m）と橋梁で山をショートカットする[17]。山梨県自転車活用推進計画にて「オリンピックレガシーロード」に指定されたため、路肩幅員が0.75 mから1.00 mに変更された[16]。

### 通称
- 津久井街道

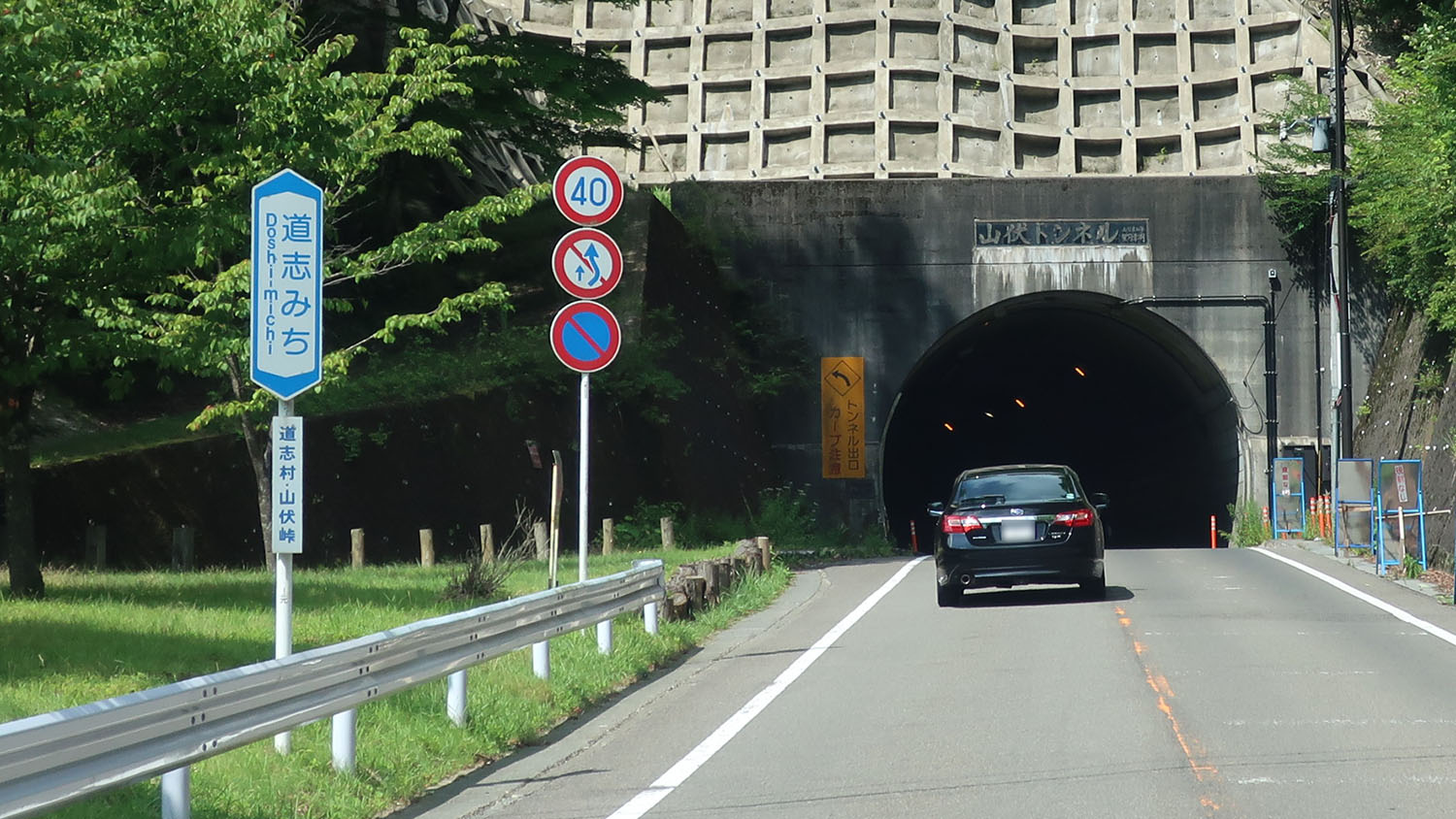
道志みち標識と山伏トンネル
山梨県南都留郡道志村白井平

- 道志みち（青山交差点以西の区間）[注釈 5]
- マリモ通り[注釈 6]

### 重複区間
- 国道138号（山梨県富士吉田市・上宿交差点（起点） - 南都留郡山中湖村・旭日丘交差点）
- 国道412号（神奈川県相模原市緑区・青山交差点 - 相模原市緑区・三ケ木交差点）

### 道路施設

#### 橋梁
- 神地橋 - 道志村内で道志川支流の道坂川を渡る。
- 赤倉橋 - 道志村内で道志川支流の赤倉沢を渡る。
- 荒井橋 - 道志村内に所在。
- 西川橋 - 道志村内に所在。
- 宝永橋 - 道志村内で道志川支流の宝永沢を渡る。
- 柳瀬橋 - 道志村内で道志川本流を渡る。線形改良区間に存在し、大宝橋と対をなす。
- 大宝橋 - 道志村内で道志川本流を渡る。線形改良区間に存在。
- 久保橋 - 道志村内に所在。
- 野原橋 - 道志村内に所在。
- 両国橋 - 道志川本流を渡河し、山梨県道志村と神奈川県相模原市緑区の境界をなす。

#### トンネル
- 山伏トンネル：南都留郡山中湖村 - 同郡道志村
  - 1982年3月竣工。山伏峠の直下を貫き、鞍部越えを回避。同国道の最高点でもある。近傍に1932年竣工の旧山伏隧道が存在する。
- 笹久根トンネル：1992年12月竣工。
- 横山トンネル：2019年11月竣工。2020年東京オリンピックに合わせ開通したが、令和元年東日本台風によって長らく通行止めが続いた。
- 平丸トンネル：1992年2月竣工。

#### 道の駅
- 山梨県
  - どうし（南都留郡道志村）
  - 富士吉田（富士吉田市、国道138号重複区間内）

## 地理

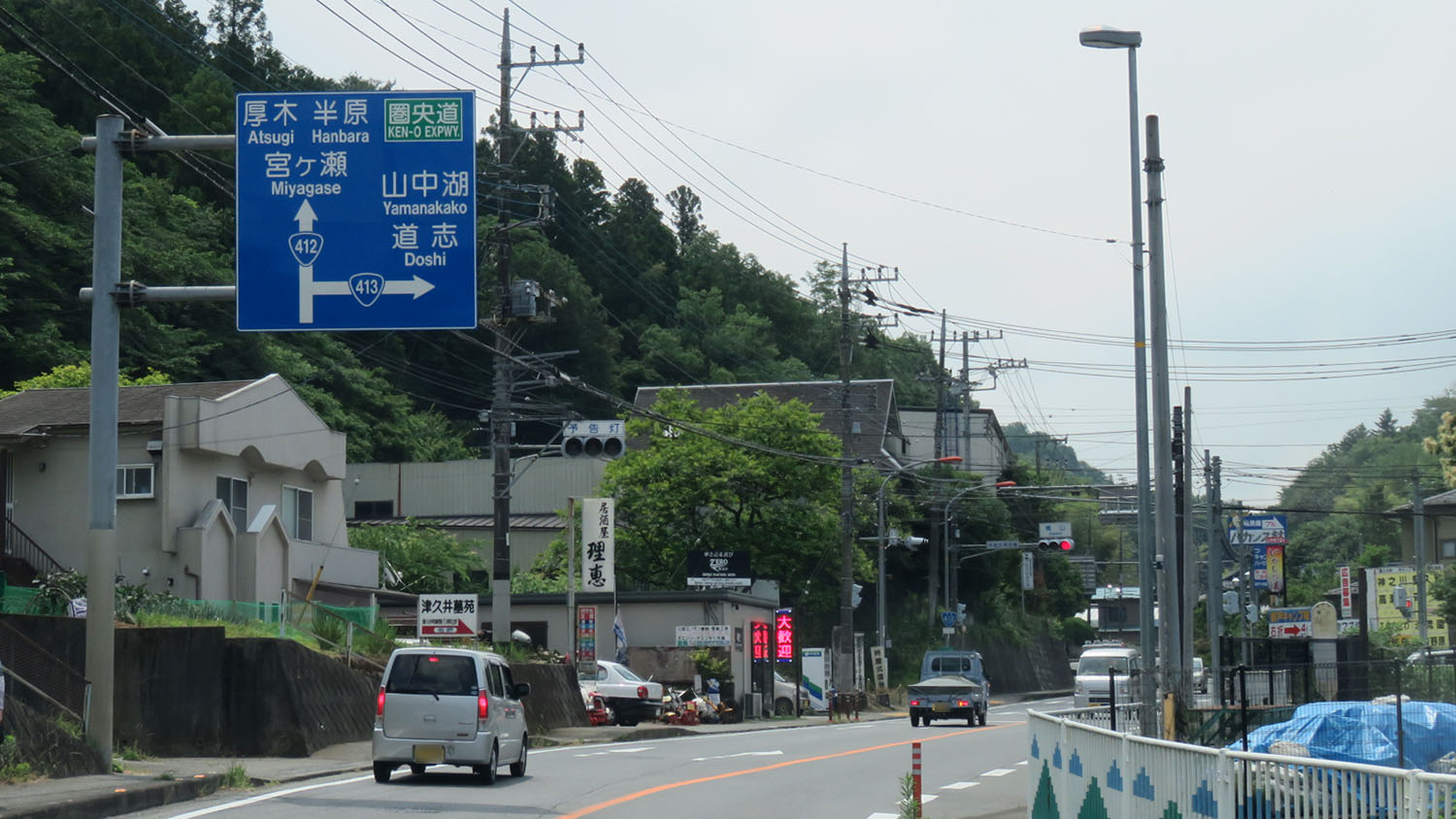
国道412号との分岐
神奈川県相模原市緑区青山

### 通過する自治体
- 山梨県
  - 富士吉田市 - 南都留郡山中湖村 - 南都留郡道志村
- 神奈川県
  - 相模原市（緑区）

### 交差する道路
| 交差する道路                                                                                | 都道府県名 | 市町村名 | 市町村名 | 交差する場所                     | 交差する場所                     | 交差する場所       |
| ------------------------------------------------------------------------------------------- | ---------- | -------- | -------- | -------------------------------- | -------------------------------- | ------------------ |
| 国道138号・国道413号 / 旧鎌倉往還 国道138号 / 箱根裏街道                                    | 山梨県     | 南都留郡 | 山中湖村 | 平野                             | 旭日ヶ丘                         | 旭日丘交差点       |
| 山梨県道715号富士吉田山中湖自転車道線                                                       | 山梨県     | 南都留郡 | 山中湖村 | 平野                             | 切詰                             | -                  |
| 山梨県道729号山北山中湖線 / マリモ通り 山梨県道729号山北山中湖線・山梨県道730号山中湖小山線 | 山梨県     | 南都留郡 | 山中湖村 | 平野                             | 関口                             | 平野交差点         |
| 山梨県道24号都留道志線                                                                      | 山梨県     | 南都留郡 | 道志村   | 神地                             | 神地                             | -                  |
| 国道413号 / 青根バイパス                                                                    | 神奈川県   | 相模原市 | 緑区     | 青根                             | 上野田                           | （信号なし）       |
| 神奈川県道76号山北藤野線                                                                    | 神奈川県   | 相模原市 | 緑区     | 青根                             | 上野田                           | （信号なし）       |
| 国道413号 / 青根バイパス 神奈川県道76号山北藤野線                                           | 神奈川県   | 相模原市 | 緑区     | 青根                             | 東野                             | 青根交差点         |
| 国道413号 / 青根バイパス                                                                    | 神奈川県   | 相模原市 | 緑区     | 青根                             | 東野                             | （信号なし）       |
| 国道413号 / 青根バイパス                                                                    | 神奈川県   | 相模原市 | 緑区     | 青根                             | 東野                             | （信号なし）       |
| 国道413号 / 青野原バイパス                                                                  | 神奈川県   | 相模原市 | 緑区     | 青野原                           | 梶ヶ原                           | 西野々交差点       |
| 国道413号 / 青野原バイパス                                                                  | 神奈川県   | 相模原市 | 緑区     | 青野原                           | 東野                             | （信号なし）       |
| 神奈川県道518号藤野津久井線                                                                 | 神奈川県   | 相模原市 | 緑区     | 青野原                           | 梶野                             | -                  |
| 神奈川県道64号伊勢原津久井線                                                                | 神奈川県   | 相模原市 | 緑区     | 青野原                           | 前戸                             | （信号なし）       |
| 国道412号                                                                                   | 神奈川県   | 相模原市 | 緑区     | 青山                             | 新宿                             | 青山交差点         |
| 国道412号                                                                                   | 神奈川県   | 相模原市 | 緑区     | 青山                             | 三ヶ木                           | 三ヶ木交差点       |
| 神奈川県道65号厚木愛川津久井線 / 旧道 神奈川県道513号鳥屋川尻線起点                         | 神奈川県   | 相模原市 | 緑区     | 中野                             | 大沢                             | 大沢交差点         |
| 神奈川県道65号厚木愛川津久井線 / 旧道                                                       | 神奈川県   | 相模原市 | 緑区     | 中野                             | 仲町                             | 日赤前交差点       |
| 神奈川県道65号厚木愛川津久井線                                                              | 神奈川県   | 相模原市 | 緑区     | 中野                             | 森戸                             | -                  |
| 神奈川県道513号鳥屋川尻線                                                                   | 神奈川県   | 相模原市 | 緑区     | 太井                             | 小網                             | 太井交差点         |
| 神奈川県道513号鳥屋川尻線                                                                   | 神奈川県   | 相模原市 | 緑区     | 城山2丁目 （旧：城山の畑久保）   | 城山2丁目 （旧：城山の畑久保）   | -                  |
| 神奈川県道508号厚木城山線                                                                   | 神奈川県   | 相模原市 | 緑区     | 谷ヶ原2丁目 （旧：川尻の谷ヶ原） | 谷ヶ原2丁目 （旧：川尻の谷ヶ原） | 谷ヶ原浄水場交差点 |
| 神奈川県道510号長竹川尻線                                                                   | 神奈川県   | 相模原市 | 緑区     | 久保沢3丁目 （旧：川尻の久保沢） | 久保沢3丁目 （旧：川尻の久保沢） | 久保沢交差点       |
| 神奈川県道48号鍛冶谷相模原線                                                                | 神奈川県   | 相模原市 | 緑区     | 久保沢2丁目 （旧：川尻の久保沢） | 久保沢2丁目 （旧：川尻の久保沢） | 川尻交差点         |
| 神奈川県道506号八王子城山線                                                                 | 神奈川県   | 相模原市 | 緑区     | 原宿2丁目 （旧：川尻の原宿）     | 原宿2丁目 （旧：川尻の原宿）     | 東原宿交差点       |
| 国道16号 / 橋本陸橋側道（現道・八王子街道・東京環状）                                       | 神奈川県   | 相模原市 | 緑区     | 西橋本5丁目 （旧：橋本の原）     | 西橋本5丁目 （旧：橋本の原）     | -                  |
| 青根バイパス                                                                                |            |          |          |                                  |                                  |                    |
| 国道413号 / 現道                                                                            | 神奈川県   | 相模原市 | 緑区     | 青根                             | 上野田                           | （信号なし）       |
| 国道413号 / 現道 神奈川県道76号山北藤野線                                                   | 神奈川県   | 相模原市 | 緑区     | 青根                             | 東野                             | 青根交差点         |
| 国道413号 / 現道                                                                            | 神奈川県   | 相模原市 | 緑区     | 青根                             | 東野                             | （信号なし）       |
| 国道413号 / 現道                                                                            | 神奈川県   | 相模原市 | 緑区     | 青根                             | 東野                             | （信号なし）       |
| 青野原バイパス                                                                              |            |          |          |                                  |                                  |                    |
| 国道413号 / 現道                                                                            | 神奈川県   | 相模原市 | 緑区     | 青野原                           | 梶ヶ原                           | 西野々交差点       |
| 国道413号 / 現道                                                                            | 神奈川県   | 相模原市 | 緑区     | 青野原                           | 東野                             | （信号なし）       |

### 沿線
山
- 富士山
- 大室山
- 城山

河川
- 道志川
- 相模川

湖沼
- 山中湖（自然湖）
- 奥相模湖（人造湖）
- 津久井湖（人造湖）
  - 道路敷が城山ダムの堤頂を通過する。
- 城山湖（人造湖）

### 峠
- 山梨県
  - 山伏峠（南都留郡山中湖村 - 南都留郡道志村）
山伏トンネルおよび旧山伏隧道が通過する。